# Csőröshősök
A Csőröshősök (eredeti cím: Powerbirds) 2020-tól vetített amerikai–ír flash animációs akciósorozat, amelyet Stephen P. Breen és Jennifer Monier-Williams alkotott.
Amerikában
2020. január 29-én a Universal Kids, míg Magyarországon a Minimax mutatta be 2022. január 17-én.

## Cselekmény
Ace és Polly Max madarai. Max mindig számít rájuk. A madarak megmentik a várost a veszélytől és megakadályozzák, hogy a gonoszok nagyobb bajt csináljanak.

## Szereplők

### Főszereplők
| Szereplő | Eredeti hang | Magyar hang  |
| -------- | ------------ | ------------ |
| Ace      | Cory Doran   | Kovács Lehel |
| Polly    | Tara Strong  | Csifó Dorina |

### Mellékszereplők
| Szereplő       | Eredeti hang         | Magyar hang         |
| -------------- | -------------------- | ------------------- |
| Max            | Orlando Lucas        | Kovács András Bátor |
| Gwen           | Ana Sani             | Prokopiusz Maja     |
| Félix nagypapa | Deven Mack           | Hám Bertalan        |
| Apa            | N/A                  | Vincze Attila       |
| Anya           | N/A                  | Lázár Erika         |
| Narrátor       | Deven Christian Mack | Joó Gábor           |
| Mr. Morgan     | Deven Christian Mack | Rosta Sándor        |
| Mrs. Lopez     | Paloma Nuñez         | Farkas Zita         |

### Gonoszok
| Szereplő      | Eredeti hang     | Magyar hang       |
| ------------- | ---------------- | ----------------- |
| Nibbles       | Rob Tinkler      | Galbenisz Tomasz  |
| Clawdette     | Evany Rosen      | Bálint Adrienn    |
| Scrapper      | Tyler Muree      | Tarján Péter      |
| Minerva       | Shannon Hamilton | Kereki Anna       |
| Asher Stasher | Cory Doran       | Karácsonyi Zoltán |

### Magyar változat
A szinkront a Minimax megbízásából a Direct Dub Studios készítette.
- Főcímdal: Csifó Dorina, Sánta László
- Felolvasó: Zahorán Adrienne
- Magyar szöveg: Pék Natália
- Hangmérnők és vágó: Géczy Levente
- Gyártásvezető: Kassai Zsuzsa
- Szinkronrendező: Pesti Zsuzsanna
- Produkciós vezető: Witzenleiter Kitty
- További magyar hangok: Nagy Edit, Szabó Szása, Engel-Iván Lili, Orbán Gábor, Kerekes Máté, Csonka Anikó, Boldizsár Tünde, Fehérvári Péter, Lakatos Dóri, Sipka Gábor, Fehérváry Márton, Farkas Fanni, Gyenis Erika, Ince Sára, Héger Tibor, Geri Tamás, Szabó Endre

## Epizódok
| #   | Eredeti cím                    | Magyar cím                                            | Írta | Rendezte       | Eredeti premier  | Magyar premier    |
| --- | ------------------------------ | ----------------------------------------------------- | ---- | -------------- | ---------------- | ----------------- |
| 1.  | World's Awesomest Villain      | Csőröshősök és az univerzum legászabb gonosza!        |      | William Gordon | 2020. január 19. | 2022. január 17.  |
| 1.  | Owl of Nod                     | Csőröshősök és az Álmos Bagoly                        |      | William Gordon | 2020. január 19. | 2022. január 17.  |
| 2.  | That'll Teach Em               | Csőröshősök és a Tanulás!                             |      | William Gordon | 2020. január 21. | 2022. január 18.  |
| 2.  | Space Odyssey                  | Csőröshősök és az Űrmacska Odüsszeia!                 |      | William Gordon | 2020. január 21. | 2022. január 18.  |
| 3.  | Scrapperlicious                | Csőröshősök és a Pizzavész!                           |      | William Gordon | 2020. január 26. | 2022. január 19   |
| 3.  | Book Bedlam                    | Csőröshősök és a Könyvvásár!                          |      | William Gordon | 2020. január 26. | 2022. január 19   |
| 4.  | Nibbles takes the Cake         | Csőröshősök és a habzsi Nibbles!                      |      | William Gordon | 2020. február 2. | 2022. január 20.  |
| 4.  | Clash of the Critters          | Csőröshősök és az összecsapás!                        |      | William Gordon | 2020. február 2. | 2022. január 20.  |
| 5.  | Time to Dino-Soar              | Csőröshősök és a Dinóvész!                            |      | William Gordon | 2020. február 9. | 2022. január 21.  |
| 5.  | Birdy Guards                   | Csőröshősök mint a testőrök!                          |      | William Gordon | 2020. február 9. | 2022. január 21.  |
| 6.  | Haywire Hayride                | Csőröshősök és az Aratás Fesztivál!                   |      | William Gordon | 2020             | 2022. január 24.  |
| 6.  | The Powerbirds Pretender       | Csőröshősök és az ál Csőröshős!                       |      | William Gordon | 2020             | 2022. január 24.  |
| 7.  | Power Meower Saves the Day     | Csőröshősök és Csőrösnyaú színrelépése!               |      | William Gordon | 2020             | 2022. január 25.  |
| 7.  | Midnight Scrap                 | Csőröshősök és az éjféli nasi!                        |      | William Gordon | 2020             | 2022. január 25.  |
| 8.  | Wacky Wokka Walk               | Csőröshősök és az ingatag ingó séta!                  |      | William Gordon | 2020             | 2022. január 26.  |
| 8.  | Owl’s Spoilers                 | Csőröshősök és a Csattanó megvédése!                  |      | William Gordon | 2020             | 2022. január 26.  |
| 9.  | Cement Your Legacy             | Csőröshősök és az aszfaltozás!                        |      | William Gordon | 2020             | 2022. január 27.  |
| 9.  | The Greatest Inventor          | Csőröshősök és a Legjobb feltaláló!                   |      | William Gordon | 2020             | 2022. január 27.  |
| 10. | Owl Got Your Tongue            | Csőröshősök és a Nyelvlopó Bagoly                     |      | William Gordon | 2020             | 2022. január 28.  |
| 10. | Cereal Box Bandit              | Csőröshősök és a Müzlis bandita!                      |      | William Gordon | 2020             | 2022. január 28.  |
| 11. | Clawdette Chaos!               | Csőröshősök és a Clawdette Káosz!                     |      | William Gordon | 2020             | 2022. január 31.  |
| 11. | Food Caper                     | Csőröshősök és Clawdette macskaeledelének megmentése! |      | William Gordon | 2020             | 2022. január 31.  |
| 12. | Asher’s Moving Castle          | Csőröshősök és a meglépett ugrálóvár!                 |      | William Gordon | 2020             | 2022. február 1.  |
| 12. | Villain-Palooza                | Csőröshősök és a Gonosz Csapat!                       |      | William Gordon | 2020             | 2022. február 1.  |
| 13. | Asher Goes Bananas             | Csőröshősök és a banánhéjas rakéta                    |      | William Gordon | 2020             | 2022. február 2.  |
| 13. | Scrapper’s Magnet Mayhem       | Csőröshősök és a Mágneses Káosz!                      |      | William Gordon | 2020             | 2022. február 2.  |
| 14. | Clawdette’s Mischievous Monkey | Csőröshősök és Clawdette zajos majma                  |      | William Gordon | 2020             | 2022. február 3.  |
| 14. | Take back the Fort             | Csőröshősök és az Erőd Visszaszerzése!                |      | William Gordon | 2020             | 2022. február 3.  |
| 15. | Major Mishap                   | Csőröshősök és az Igazság lopás                       |      | William Gordon | 2020             | 2022. február 4.  |
| 15. | King Wasteville                | Csőröshősök és a Szeméttelep Királya                  |      | William Gordon | 2020             | 2022. február 4.  |
| 16. | Asher’s Tooth Fairy Wish       | Csőröshősök és Asher Fogtündére                       |      | William Gordon | 2020             | 2022. február 7.  |
| 16. | Power Meower Strikes Again     | Csőröshősök és Csőrösnyaú megint akcióban!            |      | William Gordon | 2020             | 2022. február 7.  |
| 17. | Clawdette Who cried Wolf       | Csőröshősök és a farkast kiáltó macska                |      | William Gordon | 2020             | 2022. február 8.  |
| 17. | Arf-Tastic Tales of Nibbles    | Csőröshősök és Nibbles képregénye!                    |      | William Gordon | 2020             | 2022. február 8.  |
| 18. | Doggoween                      | Csőröshősök és a Kutyusvín                            |      | William Gordon | 2020             | 2022. február 9.  |
| 18. | Clash with Clawdette           | Csőröshősök és Clawdette Robotja!                     |      | William Gordon | 2020             | 2022. február 9.  |
| 19. | Asher’s Eggstravaganza         | Csőröshősök és a Tojás Pánik                          |      | William Gordon | 2020             | 2022. február 10. |
| 19. | Big Balloon Afternoon          | Csőröshősök és az Óriási Lufis Délután!               |      | William Gordon | 2020             | 2022. február 10. |
| 20. | Clawdette's Christmas Caper    | Csőröshősök és a karácsonyi küldetés!                 |      | William Gordon | 2020             | 2022. február 11. |
| 20. | Hologram Hijinks               | Csőröshősök és a Hologram csínytevés!                 |      | William Gordon | 2020             | 2022. február 11. |